# Перекрытие Гримшоу
Перекры́тие Гримшо́у (англ. Grimshaw interference) — тема в шахматной композиции, при которой две дальнобойные разноходящие фигуры (одна из них может быть пешкой) в двух вариантах привлекаются на одно и то же поле, где перекрывают друг друга.
В ортодоксальной двухходовой задаче такое привлечение приводит к немедленному мату. В трёх- и многоходовых задачах или этюдах перекрытие Гримшоу может осуществляться с критическими ходами тематических фигур (см. «Тема Гримшоу»). Предложена английским проблемистом У. Гримшоу (1832—1890) в 1850 году; позднее установлено, что эта комбинация уже встречалась в одной из задач Ф. Бреде (1844).

## Примеры
|   | a | b | c | d | e | f | g | h |   |
| - | --- | --- | --- | --- | --- | --- | --- | --- | - |
| 8 | a8 чёрный слон · e8 белый король · h8 чёрный слон · a7 чёрная ладья · c7 белая ладья · f7 чёрная пешка · h7 чёрная ладья · e6 чёрный король · b5 белый конь · d5 чёрный конь · c4 белый слон · d4 белая пешка · f4 белый ферзь | a8 чёрный слон · e8 белый король · h8 чёрный слон · a7 чёрная ладья · c7 белая ладья · f7 чёрная пешка · h7 чёрная ладья · e6 чёрный король · b5 белый конь · d5 чёрный конь · c4 белый слон · d4 белая пешка · f4 белый ферзь | a8 чёрный слон · e8 белый король · h8 чёрный слон · a7 чёрная ладья · c7 белая ладья · f7 чёрная пешка · h7 чёрная ладья · e6 чёрный король · b5 белый конь · d5 чёрный конь · c4 белый слон · d4 белая пешка · f4 белый ферзь | a8 чёрный слон · e8 белый король · h8 чёрный слон · a7 чёрная ладья · c7 белая ладья · f7 чёрная пешка · h7 чёрная ладья · e6 чёрный король · b5 белый конь · d5 чёрный конь · c4 белый слон · d4 белая пешка · f4 белый ферзь | a8 чёрный слон · e8 белый король · h8 чёрный слон · a7 чёрная ладья · c7 белая ладья · f7 чёрная пешка · h7 чёрная ладья · e6 чёрный король · b5 белый конь · d5 чёрный конь · c4 белый слон · d4 белая пешка · f4 белый ферзь | a8 чёрный слон · e8 белый король · h8 чёрный слон · a7 чёрная ладья · c7 белая ладья · f7 чёрная пешка · h7 чёрная ладья · e6 чёрный король · b5 белый конь · d5 чёрный конь · c4 белый слон · d4 белая пешка · f4 белый ферзь | a8 чёрный слон · e8 белый король · h8 чёрный слон · a7 чёрная ладья · c7 белая ладья · f7 чёрная пешка · h7 чёрная ладья · e6 чёрный король · b5 белый конь · d5 чёрный конь · c4 белый слон · d4 белая пешка · f4 белый ферзь | a8 чёрный слон · e8 белый король · h8 чёрный слон · a7 чёрная ладья · c7 белая ладья · f7 чёрная пешка · h7 чёрная ладья · e6 чёрный король · b5 белый конь · d5 чёрный конь · c4 белый слон · d4 белая пешка · f4 белый ферзь | 8 |
| 7 | a8 чёрный слон · e8 белый король · h8 чёрный слон · a7 чёрная ладья · c7 белая ладья · f7 чёрная пешка · h7 чёрная ладья · e6 чёрный король · b5 белый конь · d5 чёрный конь · c4 белый слон · d4 белая пешка · f4 белый ферзь | a8 чёрный слон · e8 белый король · h8 чёрный слон · a7 чёрная ладья · c7 белая ладья · f7 чёрная пешка · h7 чёрная ладья · e6 чёрный король · b5 белый конь · d5 чёрный конь · c4 белый слон · d4 белая пешка · f4 белый ферзь | a8 чёрный слон · e8 белый король · h8 чёрный слон · a7 чёрная ладья · c7 белая ладья · f7 чёрная пешка · h7 чёрная ладья · e6 чёрный король · b5 белый конь · d5 чёрный конь · c4 белый слон · d4 белая пешка · f4 белый ферзь | a8 чёрный слон · e8 белый король · h8 чёрный слон · a7 чёрная ладья · c7 белая ладья · f7 чёрная пешка · h7 чёрная ладья · e6 чёрный король · b5 белый конь · d5 чёрный конь · c4 белый слон · d4 белая пешка · f4 белый ферзь | a8 чёрный слон · e8 белый король · h8 чёрный слон · a7 чёрная ладья · c7 белая ладья · f7 чёрная пешка · h7 чёрная ладья · e6 чёрный король · b5 белый конь · d5 чёрный конь · c4 белый слон · d4 белая пешка · f4 белый ферзь | a8 чёрный слон · e8 белый король · h8 чёрный слон · a7 чёрная ладья · c7 белая ладья · f7 чёрная пешка · h7 чёрная ладья · e6 чёрный король · b5 белый конь · d5 чёрный конь · c4 белый слон · d4 белая пешка · f4 белый ферзь | a8 чёрный слон · e8 белый король · h8 чёрный слон · a7 чёрная ладья · c7 белая ладья · f7 чёрная пешка · h7 чёрная ладья · e6 чёрный король · b5 белый конь · d5 чёрный конь · c4 белый слон · d4 белая пешка · f4 белый ферзь | a8 чёрный слон · e8 белый король · h8 чёрный слон · a7 чёрная ладья · c7 белая ладья · f7 чёрная пешка · h7 чёрная ладья · e6 чёрный король · b5 белый конь · d5 чёрный конь · c4 белый слон · d4 белая пешка · f4 белый ферзь | 7 |
| 6 | a8 чёрный слон · e8 белый король · h8 чёрный слон · a7 чёрная ладья · c7 белая ладья · f7 чёрная пешка · h7 чёрная ладья · e6 чёрный король · b5 белый конь · d5 чёрный конь · c4 белый слон · d4 белая пешка · f4 белый ферзь | a8 чёрный слон · e8 белый король · h8 чёрный слон · a7 чёрная ладья · c7 белая ладья · f7 чёрная пешка · h7 чёрная ладья · e6 чёрный король · b5 белый конь · d5 чёрный конь · c4 белый слон · d4 белая пешка · f4 белый ферзь | a8 чёрный слон · e8 белый король · h8 чёрный слон · a7 чёрная ладья · c7 белая ладья · f7 чёрная пешка · h7 чёрная ладья · e6 чёрный король · b5 белый конь · d5 чёрный конь · c4 белый слон · d4 белая пешка · f4 белый ферзь | a8 чёрный слон · e8 белый король · h8 чёрный слон · a7 чёрная ладья · c7 белая ладья · f7 чёрная пешка · h7 чёрная ладья · e6 чёрный король · b5 белый конь · d5 чёрный конь · c4 белый слон · d4 белая пешка · f4 белый ферзь | a8 чёрный слон · e8 белый король · h8 чёрный слон · a7 чёрная ладья · c7 белая ладья · f7 чёрная пешка · h7 чёрная ладья · e6 чёрный король · b5 белый конь · d5 чёрный конь · c4 белый слон · d4 белая пешка · f4 белый ферзь | a8 чёрный слон · e8 белый король · h8 чёрный слон · a7 чёрная ладья · c7 белая ладья · f7 чёрная пешка · h7 чёрная ладья · e6 чёрный король · b5 белый конь · d5 чёрный конь · c4 белый слон · d4 белая пешка · f4 белый ферзь | a8 чёрный слон · e8 белый король · h8 чёрный слон · a7 чёрная ладья · c7 белая ладья · f7 чёрная пешка · h7 чёрная ладья · e6 чёрный король · b5 белый конь · d5 чёрный конь · c4 белый слон · d4 белая пешка · f4 белый ферзь | a8 чёрный слон · e8 белый король · h8 чёрный слон · a7 чёрная ладья · c7 белая ладья · f7 чёрная пешка · h7 чёрная ладья · e6 чёрный король · b5 белый конь · d5 чёрный конь · c4 белый слон · d4 белая пешка · f4 белый ферзь | 6 |
| 5 | a8 чёрный слон · e8 белый король · h8 чёрный слон · a7 чёрная ладья · c7 белая ладья · f7 чёрная пешка · h7 чёрная ладья · e6 чёрный король · b5 белый конь · d5 чёрный конь · c4 белый слон · d4 белая пешка · f4 белый ферзь | a8 чёрный слон · e8 белый король · h8 чёрный слон · a7 чёрная ладья · c7 белая ладья · f7 чёрная пешка · h7 чёрная ладья · e6 чёрный король · b5 белый конь · d5 чёрный конь · c4 белый слон · d4 белая пешка · f4 белый ферзь | a8 чёрный слон · e8 белый король · h8 чёрный слон · a7 чёрная ладья · c7 белая ладья · f7 чёрная пешка · h7 чёрная ладья · e6 чёрный король · b5 белый конь · d5 чёрный конь · c4 белый слон · d4 белая пешка · f4 белый ферзь | a8 чёрный слон · e8 белый король · h8 чёрный слон · a7 чёрная ладья · c7 белая ладья · f7 чёрная пешка · h7 чёрная ладья · e6 чёрный король · b5 белый конь · d5 чёрный конь · c4 белый слон · d4 белая пешка · f4 белый ферзь | a8 чёрный слон · e8 белый король · h8 чёрный слон · a7 чёрная ладья · c7 белая ладья · f7 чёрная пешка · h7 чёрная ладья · e6 чёрный король · b5 белый конь · d5 чёрный конь · c4 белый слон · d4 белая пешка · f4 белый ферзь | a8 чёрный слон · e8 белый король · h8 чёрный слон · a7 чёрная ладья · c7 белая ладья · f7 чёрная пешка · h7 чёрная ладья · e6 чёрный король · b5 белый конь · d5 чёрный конь · c4 белый слон · d4 белая пешка · f4 белый ферзь | a8 чёрный слон · e8 белый король · h8 чёрный слон · a7 чёрная ладья · c7 белая ладья · f7 чёрная пешка · h7 чёрная ладья · e6 чёрный король · b5 белый конь · d5 чёрный конь · c4 белый слон · d4 белая пешка · f4 белый ферзь | a8 чёрный слон · e8 белый король · h8 чёрный слон · a7 чёрная ладья · c7 белая ладья · f7 чёрная пешка · h7 чёрная ладья · e6 чёрный король · b5 белый конь · d5 чёрный конь · c4 белый слон · d4 белая пешка · f4 белый ферзь | 5 |
| 4 | a8 чёрный слон · e8 белый король · h8 чёрный слон · a7 чёрная ладья · c7 белая ладья · f7 чёрная пешка · h7 чёрная ладья · e6 чёрный король · b5 белый конь · d5 чёрный конь · c4 белый слон · d4 белая пешка · f4 белый ферзь | a8 чёрный слон · e8 белый король · h8 чёрный слон · a7 чёрная ладья · c7 белая ладья · f7 чёрная пешка · h7 чёрная ладья · e6 чёрный король · b5 белый конь · d5 чёрный конь · c4 белый слон · d4 белая пешка · f4 белый ферзь | a8 чёрный слон · e8 белый король · h8 чёрный слон · a7 чёрная ладья · c7 белая ладья · f7 чёрная пешка · h7 чёрная ладья · e6 чёрный король · b5 белый конь · d5 чёрный конь · c4 белый слон · d4 белая пешка · f4 белый ферзь | a8 чёрный слон · e8 белый король · h8 чёрный слон · a7 чёрная ладья · c7 белая ладья · f7 чёрная пешка · h7 чёрная ладья · e6 чёрный король · b5 белый конь · d5 чёрный конь · c4 белый слон · d4 белая пешка · f4 белый ферзь | a8 чёрный слон · e8 белый король · h8 чёрный слон · a7 чёрная ладья · c7 белая ладья · f7 чёрная пешка · h7 чёрная ладья · e6 чёрный король · b5 белый конь · d5 чёрный конь · c4 белый слон · d4 белая пешка · f4 белый ферзь | a8 чёрный слон · e8 белый король · h8 чёрный слон · a7 чёрная ладья · c7 белая ладья · f7 чёрная пешка · h7 чёрная ладья · e6 чёрный король · b5 белый конь · d5 чёрный конь · c4 белый слон · d4 белая пешка · f4 белый ферзь | a8 чёрный слон · e8 белый король · h8 чёрный слон · a7 чёрная ладья · c7 белая ладья · f7 чёрная пешка · h7 чёрная ладья · e6 чёрный король · b5 белый конь · d5 чёрный конь · c4 белый слон · d4 белая пешка · f4 белый ферзь | a8 чёрный слон · e8 белый король · h8 чёрный слон · a7 чёрная ладья · c7 белая ладья · f7 чёрная пешка · h7 чёрная ладья · e6 чёрный король · b5 белый конь · d5 чёрный конь · c4 белый слон · d4 белая пешка · f4 белый ферзь | 4 |
| 3 | a8 чёрный слон · e8 белый король · h8 чёрный слон · a7 чёрная ладья · c7 белая ладья · f7 чёрная пешка · h7 чёрная ладья · e6 чёрный король · b5 белый конь · d5 чёрный конь · c4 белый слон · d4 белая пешка · f4 белый ферзь | a8 чёрный слон · e8 белый король · h8 чёрный слон · a7 чёрная ладья · c7 белая ладья · f7 чёрная пешка · h7 чёрная ладья · e6 чёрный король · b5 белый конь · d5 чёрный конь · c4 белый слон · d4 белая пешка · f4 белый ферзь | a8 чёрный слон · e8 белый король · h8 чёрный слон · a7 чёрная ладья · c7 белая ладья · f7 чёрная пешка · h7 чёрная ладья · e6 чёрный король · b5 белый конь · d5 чёрный конь · c4 белый слон · d4 белая пешка · f4 белый ферзь | a8 чёрный слон · e8 белый король · h8 чёрный слон · a7 чёрная ладья · c7 белая ладья · f7 чёрная пешка · h7 чёрная ладья · e6 чёрный король · b5 белый конь · d5 чёрный конь · c4 белый слон · d4 белая пешка · f4 белый ферзь | a8 чёрный слон · e8 белый король · h8 чёрный слон · a7 чёрная ладья · c7 белая ладья · f7 чёрная пешка · h7 чёрная ладья · e6 чёрный король · b5 белый конь · d5 чёрный конь · c4 белый слон · d4 белая пешка · f4 белый ферзь | a8 чёрный слон · e8 белый король · h8 чёрный слон · a7 чёрная ладья · c7 белая ладья · f7 чёрная пешка · h7 чёрная ладья · e6 чёрный король · b5 белый конь · d5 чёрный конь · c4 белый слон · d4 белая пешка · f4 белый ферзь | a8 чёрный слон · e8 белый король · h8 чёрный слон · a7 чёрная ладья · c7 белая ладья · f7 чёрная пешка · h7 чёрная ладья · e6 чёрный король · b5 белый конь · d5 чёрный конь · c4 белый слон · d4 белая пешка · f4 белый ферзь | a8 чёрный слон · e8 белый король · h8 чёрный слон · a7 чёрная ладья · c7 белая ладья · f7 чёрная пешка · h7 чёрная ладья · e6 чёрный король · b5 белый конь · d5 чёрный конь · c4 белый слон · d4 белая пешка · f4 белый ферзь | 3 |
| 2 | a8 чёрный слон · e8 белый король · h8 чёрный слон · a7 чёрная ладья · c7 белая ладья · f7 чёрная пешка · h7 чёрная ладья · e6 чёрный король · b5 белый конь · d5 чёрный конь · c4 белый слон · d4 белая пешка · f4 белый ферзь | a8 чёрный слон · e8 белый король · h8 чёрный слон · a7 чёрная ладья · c7 белая ладья · f7 чёрная пешка · h7 чёрная ладья · e6 чёрный король · b5 белый конь · d5 чёрный конь · c4 белый слон · d4 белая пешка · f4 белый ферзь | a8 чёрный слон · e8 белый король · h8 чёрный слон · a7 чёрная ладья · c7 белая ладья · f7 чёрная пешка · h7 чёрная ладья · e6 чёрный король · b5 белый конь · d5 чёрный конь · c4 белый слон · d4 белая пешка · f4 белый ферзь | a8 чёрный слон · e8 белый король · h8 чёрный слон · a7 чёрная ладья · c7 белая ладья · f7 чёрная пешка · h7 чёрная ладья · e6 чёрный король · b5 белый конь · d5 чёрный конь · c4 белый слон · d4 белая пешка · f4 белый ферзь | a8 чёрный слон · e8 белый король · h8 чёрный слон · a7 чёрная ладья · c7 белая ладья · f7 чёрная пешка · h7 чёрная ладья · e6 чёрный король · b5 белый конь · d5 чёрный конь · c4 белый слон · d4 белая пешка · f4 белый ферзь | a8 чёрный слон · e8 белый король · h8 чёрный слон · a7 чёрная ладья · c7 белая ладья · f7 чёрная пешка · h7 чёрная ладья · e6 чёрный король · b5 белый конь · d5 чёрный конь · c4 белый слон · d4 белая пешка · f4 белый ферзь | a8 чёрный слон · e8 белый король · h8 чёрный слон · a7 чёрная ладья · c7 белая ладья · f7 чёрная пешка · h7 чёрная ладья · e6 чёрный король · b5 белый конь · d5 чёрный конь · c4 белый слон · d4 белая пешка · f4 белый ферзь | a8 чёрный слон · e8 белый король · h8 чёрный слон · a7 чёрная ладья · c7 белая ладья · f7 чёрная пешка · h7 чёрная ладья · e6 чёрный король · b5 белый конь · d5 чёрный конь · c4 белый слон · d4 белая пешка · f4 белый ферзь | 2 |
| 1 | a8 чёрный слон · e8 белый король · h8 чёрный слон · a7 чёрная ладья · c7 белая ладья · f7 чёрная пешка · h7 чёрная ладья · e6 чёрный король · b5 белый конь · d5 чёрный конь · c4 белый слон · d4 белая пешка · f4 белый ферзь | a8 чёрный слон · e8 белый король · h8 чёрный слон · a7 чёрная ладья · c7 белая ладья · f7 чёрная пешка · h7 чёрная ладья · e6 чёрный король · b5 белый конь · d5 чёрный конь · c4 белый слон · d4 белая пешка · f4 белый ферзь | a8 чёрный слон · e8 белый король · h8 чёрный слон · a7 чёрная ладья · c7 белая ладья · f7 чёрная пешка · h7 чёрная ладья · e6 чёрный король · b5 белый конь · d5 чёрный конь · c4 белый слон · d4 белая пешка · f4 белый ферзь | a8 чёрный слон · e8 белый король · h8 чёрный слон · a7 чёрная ладья · c7 белая ладья · f7 чёрная пешка · h7 чёрная ладья · e6 чёрный король · b5 белый конь · d5 чёрный конь · c4 белый слон · d4 белая пешка · f4 белый ферзь | a8 чёрный слон · e8 белый король · h8 чёрный слон · a7 чёрная ладья · c7 белая ладья · f7 чёрная пешка · h7 чёрная ладья · e6 чёрный король · b5 белый конь · d5 чёрный конь · c4 белый слон · d4 белая пешка · f4 белый ферзь | a8 чёрный слон · e8 белый король · h8 чёрный слон · a7 чёрная ладья · c7 белая ладья · f7 чёрная пешка · h7 чёрная ладья · e6 чёрный король · b5 белый конь · d5 чёрный конь · c4 белый слон · d4 белая пешка · f4 белый ферзь | a8 чёрный слон · e8 белый король · h8 чёрный слон · a7 чёрная ладья · c7 белая ладья · f7 чёрная пешка · h7 чёрная ладья · e6 чёрный король · b5 белый конь · d5 чёрный конь · c4 белый слон · d4 белая пешка · f4 белый ферзь | a8 чёрный слон · e8 белый король · h8 чёрный слон · a7 чёрная ладья · c7 белая ладья · f7 чёрная пешка · h7 чёрная ладья · e6 чёрный король · b5 белый конь · d5 чёрный конь · c4 белый слон · d4 белая пешка · f4 белый ферзь | 1 |
|   | a | b | c | d | e | f | g | h |   |

1.Cb3! цугцванг

1...Лb7 2.Лс6#, 1...Cb7 2.Ле7#,

1...Лg7 2.Фe5#, 1...Cg7 2.Ф:f7#,

1...Cf6 2.Фg4#, 1...f6 2.Фe4#.

Дополнительный вариант: 1...f5 2.Фd6#.
Одна из наиболее известных двухходовок. Уникальный «чёртов мередит» (так иногда называют задачи с 13 фигурами) с тремя комбинациями взаимного перекрытия чёрных фигур. Взаимное перекрытие слона и пешки иногда называют «пикабиш». 
|   | a | b | c | d | e | f | g | h |   |
| - | --- | --- | --- | --- | --- | --- | --- | --- | - |
| 8 | f8 чёрная ладья · h8 белый конь · a7 чёрная пешка · a6 белый король · b6 чёрная пешка · d6 белая пешка · h6 чёрная пешка · c5 белая ладья · f5 чёрная пешка · a4 чёрная пешка · c4 белая пешка · d4 белый конь · e4 чёрный король · h3 чёрная ладья · b2 белая пешка · e2 белый слон · f2 белый ферзь · h2 чёрная пешка · c1 чёрный слон · h1 чёрный слон | f8 чёрная ладья · h8 белый конь · a7 чёрная пешка · a6 белый король · b6 чёрная пешка · d6 белая пешка · h6 чёрная пешка · c5 белая ладья · f5 чёрная пешка · a4 чёрная пешка · c4 белая пешка · d4 белый конь · e4 чёрный король · h3 чёрная ладья · b2 белая пешка · e2 белый слон · f2 белый ферзь · h2 чёрная пешка · c1 чёрный слон · h1 чёрный слон | f8 чёрная ладья · h8 белый конь · a7 чёрная пешка · a6 белый король · b6 чёрная пешка · d6 белая пешка · h6 чёрная пешка · c5 белая ладья · f5 чёрная пешка · a4 чёрная пешка · c4 белая пешка · d4 белый конь · e4 чёрный король · h3 чёрная ладья · b2 белая пешка · e2 белый слон · f2 белый ферзь · h2 чёрная пешка · c1 чёрный слон · h1 чёрный слон | f8 чёрная ладья · h8 белый конь · a7 чёрная пешка · a6 белый король · b6 чёрная пешка · d6 белая пешка · h6 чёрная пешка · c5 белая ладья · f5 чёрная пешка · a4 чёрная пешка · c4 белая пешка · d4 белый конь · e4 чёрный король · h3 чёрная ладья · b2 белая пешка · e2 белый слон · f2 белый ферзь · h2 чёрная пешка · c1 чёрный слон · h1 чёрный слон | f8 чёрная ладья · h8 белый конь · a7 чёрная пешка · a6 белый король · b6 чёрная пешка · d6 белая пешка · h6 чёрная пешка · c5 белая ладья · f5 чёрная пешка · a4 чёрная пешка · c4 белая пешка · d4 белый конь · e4 чёрный король · h3 чёрная ладья · b2 белая пешка · e2 белый слон · f2 белый ферзь · h2 чёрная пешка · c1 чёрный слон · h1 чёрный слон | f8 чёрная ладья · h8 белый конь · a7 чёрная пешка · a6 белый король · b6 чёрная пешка · d6 белая пешка · h6 чёрная пешка · c5 белая ладья · f5 чёрная пешка · a4 чёрная пешка · c4 белая пешка · d4 белый конь · e4 чёрный король · h3 чёрная ладья · b2 белая пешка · e2 белый слон · f2 белый ферзь · h2 чёрная пешка · c1 чёрный слон · h1 чёрный слон | f8 чёрная ладья · h8 белый конь · a7 чёрная пешка · a6 белый король · b6 чёрная пешка · d6 белая пешка · h6 чёрная пешка · c5 белая ладья · f5 чёрная пешка · a4 чёрная пешка · c4 белая пешка · d4 белый конь · e4 чёрный король · h3 чёрная ладья · b2 белая пешка · e2 белый слон · f2 белый ферзь · h2 чёрная пешка · c1 чёрный слон · h1 чёрный слон | f8 чёрная ладья · h8 белый конь · a7 чёрная пешка · a6 белый король · b6 чёрная пешка · d6 белая пешка · h6 чёрная пешка · c5 белая ладья · f5 чёрная пешка · a4 чёрная пешка · c4 белая пешка · d4 белый конь · e4 чёрный король · h3 чёрная ладья · b2 белая пешка · e2 белый слон · f2 белый ферзь · h2 чёрная пешка · c1 чёрный слон · h1 чёрный слон | 8 |
| 7 | f8 чёрная ладья · h8 белый конь · a7 чёрная пешка · a6 белый король · b6 чёрная пешка · d6 белая пешка · h6 чёрная пешка · c5 белая ладья · f5 чёрная пешка · a4 чёрная пешка · c4 белая пешка · d4 белый конь · e4 чёрный король · h3 чёрная ладья · b2 белая пешка · e2 белый слон · f2 белый ферзь · h2 чёрная пешка · c1 чёрный слон · h1 чёрный слон | f8 чёрная ладья · h8 белый конь · a7 чёрная пешка · a6 белый король · b6 чёрная пешка · d6 белая пешка · h6 чёрная пешка · c5 белая ладья · f5 чёрная пешка · a4 чёрная пешка · c4 белая пешка · d4 белый конь · e4 чёрный король · h3 чёрная ладья · b2 белая пешка · e2 белый слон · f2 белый ферзь · h2 чёрная пешка · c1 чёрный слон · h1 чёрный слон | f8 чёрная ладья · h8 белый конь · a7 чёрная пешка · a6 белый король · b6 чёрная пешка · d6 белая пешка · h6 чёрная пешка · c5 белая ладья · f5 чёрная пешка · a4 чёрная пешка · c4 белая пешка · d4 белый конь · e4 чёрный король · h3 чёрная ладья · b2 белая пешка · e2 белый слон · f2 белый ферзь · h2 чёрная пешка · c1 чёрный слон · h1 чёрный слон | f8 чёрная ладья · h8 белый конь · a7 чёрная пешка · a6 белый король · b6 чёрная пешка · d6 белая пешка · h6 чёрная пешка · c5 белая ладья · f5 чёрная пешка · a4 чёрная пешка · c4 белая пешка · d4 белый конь · e4 чёрный король · h3 чёрная ладья · b2 белая пешка · e2 белый слон · f2 белый ферзь · h2 чёрная пешка · c1 чёрный слон · h1 чёрный слон | f8 чёрная ладья · h8 белый конь · a7 чёрная пешка · a6 белый король · b6 чёрная пешка · d6 белая пешка · h6 чёрная пешка · c5 белая ладья · f5 чёрная пешка · a4 чёрная пешка · c4 белая пешка · d4 белый конь · e4 чёрный король · h3 чёрная ладья · b2 белая пешка · e2 белый слон · f2 белый ферзь · h2 чёрная пешка · c1 чёрный слон · h1 чёрный слон | f8 чёрная ладья · h8 белый конь · a7 чёрная пешка · a6 белый король · b6 чёрная пешка · d6 белая пешка · h6 чёрная пешка · c5 белая ладья · f5 чёрная пешка · a4 чёрная пешка · c4 белая пешка · d4 белый конь · e4 чёрный король · h3 чёрная ладья · b2 белая пешка · e2 белый слон · f2 белый ферзь · h2 чёрная пешка · c1 чёрный слон · h1 чёрный слон | f8 чёрная ладья · h8 белый конь · a7 чёрная пешка · a6 белый король · b6 чёрная пешка · d6 белая пешка · h6 чёрная пешка · c5 белая ладья · f5 чёрная пешка · a4 чёрная пешка · c4 белая пешка · d4 белый конь · e4 чёрный король · h3 чёрная ладья · b2 белая пешка · e2 белый слон · f2 белый ферзь · h2 чёрная пешка · c1 чёрный слон · h1 чёрный слон | f8 чёрная ладья · h8 белый конь · a7 чёрная пешка · a6 белый король · b6 чёрная пешка · d6 белая пешка · h6 чёрная пешка · c5 белая ладья · f5 чёрная пешка · a4 чёрная пешка · c4 белая пешка · d4 белый конь · e4 чёрный король · h3 чёрная ладья · b2 белая пешка · e2 белый слон · f2 белый ферзь · h2 чёрная пешка · c1 чёрный слон · h1 чёрный слон | 7 |
| 6 | f8 чёрная ладья · h8 белый конь · a7 чёрная пешка · a6 белый король · b6 чёрная пешка · d6 белая пешка · h6 чёрная пешка · c5 белая ладья · f5 чёрная пешка · a4 чёрная пешка · c4 белая пешка · d4 белый конь · e4 чёрный король · h3 чёрная ладья · b2 белая пешка · e2 белый слон · f2 белый ферзь · h2 чёрная пешка · c1 чёрный слон · h1 чёрный слон | f8 чёрная ладья · h8 белый конь · a7 чёрная пешка · a6 белый король · b6 чёрная пешка · d6 белая пешка · h6 чёрная пешка · c5 белая ладья · f5 чёрная пешка · a4 чёрная пешка · c4 белая пешка · d4 белый конь · e4 чёрный король · h3 чёрная ладья · b2 белая пешка · e2 белый слон · f2 белый ферзь · h2 чёрная пешка · c1 чёрный слон · h1 чёрный слон | f8 чёрная ладья · h8 белый конь · a7 чёрная пешка · a6 белый король · b6 чёрная пешка · d6 белая пешка · h6 чёрная пешка · c5 белая ладья · f5 чёрная пешка · a4 чёрная пешка · c4 белая пешка · d4 белый конь · e4 чёрный король · h3 чёрная ладья · b2 белая пешка · e2 белый слон · f2 белый ферзь · h2 чёрная пешка · c1 чёрный слон · h1 чёрный слон | f8 чёрная ладья · h8 белый конь · a7 чёрная пешка · a6 белый король · b6 чёрная пешка · d6 белая пешка · h6 чёрная пешка · c5 белая ладья · f5 чёрная пешка · a4 чёрная пешка · c4 белая пешка · d4 белый конь · e4 чёрный король · h3 чёрная ладья · b2 белая пешка · e2 белый слон · f2 белый ферзь · h2 чёрная пешка · c1 чёрный слон · h1 чёрный слон | f8 чёрная ладья · h8 белый конь · a7 чёрная пешка · a6 белый король · b6 чёрная пешка · d6 белая пешка · h6 чёрная пешка · c5 белая ладья · f5 чёрная пешка · a4 чёрная пешка · c4 белая пешка · d4 белый конь · e4 чёрный король · h3 чёрная ладья · b2 белая пешка · e2 белый слон · f2 белый ферзь · h2 чёрная пешка · c1 чёрный слон · h1 чёрный слон | f8 чёрная ладья · h8 белый конь · a7 чёрная пешка · a6 белый король · b6 чёрная пешка · d6 белая пешка · h6 чёрная пешка · c5 белая ладья · f5 чёрная пешка · a4 чёрная пешка · c4 белая пешка · d4 белый конь · e4 чёрный король · h3 чёрная ладья · b2 белая пешка · e2 белый слон · f2 белый ферзь · h2 чёрная пешка · c1 чёрный слон · h1 чёрный слон | f8 чёрная ладья · h8 белый конь · a7 чёрная пешка · a6 белый король · b6 чёрная пешка · d6 белая пешка · h6 чёрная пешка · c5 белая ладья · f5 чёрная пешка · a4 чёрная пешка · c4 белая пешка · d4 белый конь · e4 чёрный король · h3 чёрная ладья · b2 белая пешка · e2 белый слон · f2 белый ферзь · h2 чёрная пешка · c1 чёрный слон · h1 чёрный слон | f8 чёрная ладья · h8 белый конь · a7 чёрная пешка · a6 белый король · b6 чёрная пешка · d6 белая пешка · h6 чёрная пешка · c5 белая ладья · f5 чёрная пешка · a4 чёрная пешка · c4 белая пешка · d4 белый конь · e4 чёрный король · h3 чёрная ладья · b2 белая пешка · e2 белый слон · f2 белый ферзь · h2 чёрная пешка · c1 чёрный слон · h1 чёрный слон | 6 |
| 5 | f8 чёрная ладья · h8 белый конь · a7 чёрная пешка · a6 белый король · b6 чёрная пешка · d6 белая пешка · h6 чёрная пешка · c5 белая ладья · f5 чёрная пешка · a4 чёрная пешка · c4 белая пешка · d4 белый конь · e4 чёрный король · h3 чёрная ладья · b2 белая пешка · e2 белый слон · f2 белый ферзь · h2 чёрная пешка · c1 чёрный слон · h1 чёрный слон | f8 чёрная ладья · h8 белый конь · a7 чёрная пешка · a6 белый король · b6 чёрная пешка · d6 белая пешка · h6 чёрная пешка · c5 белая ладья · f5 чёрная пешка · a4 чёрная пешка · c4 белая пешка · d4 белый конь · e4 чёрный король · h3 чёрная ладья · b2 белая пешка · e2 белый слон · f2 белый ферзь · h2 чёрная пешка · c1 чёрный слон · h1 чёрный слон | f8 чёрная ладья · h8 белый конь · a7 чёрная пешка · a6 белый король · b6 чёрная пешка · d6 белая пешка · h6 чёрная пешка · c5 белая ладья · f5 чёрная пешка · a4 чёрная пешка · c4 белая пешка · d4 белый конь · e4 чёрный король · h3 чёрная ладья · b2 белая пешка · e2 белый слон · f2 белый ферзь · h2 чёрная пешка · c1 чёрный слон · h1 чёрный слон | f8 чёрная ладья · h8 белый конь · a7 чёрная пешка · a6 белый король · b6 чёрная пешка · d6 белая пешка · h6 чёрная пешка · c5 белая ладья · f5 чёрная пешка · a4 чёрная пешка · c4 белая пешка · d4 белый конь · e4 чёрный король · h3 чёрная ладья · b2 белая пешка · e2 белый слон · f2 белый ферзь · h2 чёрная пешка · c1 чёрный слон · h1 чёрный слон | f8 чёрная ладья · h8 белый конь · a7 чёрная пешка · a6 белый король · b6 чёрная пешка · d6 белая пешка · h6 чёрная пешка · c5 белая ладья · f5 чёрная пешка · a4 чёрная пешка · c4 белая пешка · d4 белый конь · e4 чёрный король · h3 чёрная ладья · b2 белая пешка · e2 белый слон · f2 белый ферзь · h2 чёрная пешка · c1 чёрный слон · h1 чёрный слон | f8 чёрная ладья · h8 белый конь · a7 чёрная пешка · a6 белый король · b6 чёрная пешка · d6 белая пешка · h6 чёрная пешка · c5 белая ладья · f5 чёрная пешка · a4 чёрная пешка · c4 белая пешка · d4 белый конь · e4 чёрный король · h3 чёрная ладья · b2 белая пешка · e2 белый слон · f2 белый ферзь · h2 чёрная пешка · c1 чёрный слон · h1 чёрный слон | f8 чёрная ладья · h8 белый конь · a7 чёрная пешка · a6 белый король · b6 чёрная пешка · d6 белая пешка · h6 чёрная пешка · c5 белая ладья · f5 чёрная пешка · a4 чёрная пешка · c4 белая пешка · d4 белый конь · e4 чёрный король · h3 чёрная ладья · b2 белая пешка · e2 белый слон · f2 белый ферзь · h2 чёрная пешка · c1 чёрный слон · h1 чёрный слон | f8 чёрная ладья · h8 белый конь · a7 чёрная пешка · a6 белый король · b6 чёрная пешка · d6 белая пешка · h6 чёрная пешка · c5 белая ладья · f5 чёрная пешка · a4 чёрная пешка · c4 белая пешка · d4 белый конь · e4 чёрный король · h3 чёрная ладья · b2 белая пешка · e2 белый слон · f2 белый ферзь · h2 чёрная пешка · c1 чёрный слон · h1 чёрный слон | 5 |
| 4 | f8 чёрная ладья · h8 белый конь · a7 чёрная пешка · a6 белый король · b6 чёрная пешка · d6 белая пешка · h6 чёрная пешка · c5 белая ладья · f5 чёрная пешка · a4 чёрная пешка · c4 белая пешка · d4 белый конь · e4 чёрный король · h3 чёрная ладья · b2 белая пешка · e2 белый слон · f2 белый ферзь · h2 чёрная пешка · c1 чёрный слон · h1 чёрный слон | f8 чёрная ладья · h8 белый конь · a7 чёрная пешка · a6 белый король · b6 чёрная пешка · d6 белая пешка · h6 чёрная пешка · c5 белая ладья · f5 чёрная пешка · a4 чёрная пешка · c4 белая пешка · d4 белый конь · e4 чёрный король · h3 чёрная ладья · b2 белая пешка · e2 белый слон · f2 белый ферзь · h2 чёрная пешка · c1 чёрный слон · h1 чёрный слон | f8 чёрная ладья · h8 белый конь · a7 чёрная пешка · a6 белый король · b6 чёрная пешка · d6 белая пешка · h6 чёрная пешка · c5 белая ладья · f5 чёрная пешка · a4 чёрная пешка · c4 белая пешка · d4 белый конь · e4 чёрный король · h3 чёрная ладья · b2 белая пешка · e2 белый слон · f2 белый ферзь · h2 чёрная пешка · c1 чёрный слон · h1 чёрный слон | f8 чёрная ладья · h8 белый конь · a7 чёрная пешка · a6 белый король · b6 чёрная пешка · d6 белая пешка · h6 чёрная пешка · c5 белая ладья · f5 чёрная пешка · a4 чёрная пешка · c4 белая пешка · d4 белый конь · e4 чёрный король · h3 чёрная ладья · b2 белая пешка · e2 белый слон · f2 белый ферзь · h2 чёрная пешка · c1 чёрный слон · h1 чёрный слон | f8 чёрная ладья · h8 белый конь · a7 чёрная пешка · a6 белый король · b6 чёрная пешка · d6 белая пешка · h6 чёрная пешка · c5 белая ладья · f5 чёрная пешка · a4 чёрная пешка · c4 белая пешка · d4 белый конь · e4 чёрный король · h3 чёрная ладья · b2 белая пешка · e2 белый слон · f2 белый ферзь · h2 чёрная пешка · c1 чёрный слон · h1 чёрный слон | f8 чёрная ладья · h8 белый конь · a7 чёрная пешка · a6 белый король · b6 чёрная пешка · d6 белая пешка · h6 чёрная пешка · c5 белая ладья · f5 чёрная пешка · a4 чёрная пешка · c4 белая пешка · d4 белый конь · e4 чёрный король · h3 чёрная ладья · b2 белая пешка · e2 белый слон · f2 белый ферзь · h2 чёрная пешка · c1 чёрный слон · h1 чёрный слон | f8 чёрная ладья · h8 белый конь · a7 чёрная пешка · a6 белый король · b6 чёрная пешка · d6 белая пешка · h6 чёрная пешка · c5 белая ладья · f5 чёрная пешка · a4 чёрная пешка · c4 белая пешка · d4 белый конь · e4 чёрный король · h3 чёрная ладья · b2 белая пешка · e2 белый слон · f2 белый ферзь · h2 чёрная пешка · c1 чёрный слон · h1 чёрный слон | f8 чёрная ладья · h8 белый конь · a7 чёрная пешка · a6 белый король · b6 чёрная пешка · d6 белая пешка · h6 чёрная пешка · c5 белая ладья · f5 чёрная пешка · a4 чёрная пешка · c4 белая пешка · d4 белый конь · e4 чёрный король · h3 чёрная ладья · b2 белая пешка · e2 белый слон · f2 белый ферзь · h2 чёрная пешка · c1 чёрный слон · h1 чёрный слон | 4 |
| 3 | f8 чёрная ладья · h8 белый конь · a7 чёрная пешка · a6 белый король · b6 чёрная пешка · d6 белая пешка · h6 чёрная пешка · c5 белая ладья · f5 чёрная пешка · a4 чёрная пешка · c4 белая пешка · d4 белый конь · e4 чёрный король · h3 чёрная ладья · b2 белая пешка · e2 белый слон · f2 белый ферзь · h2 чёрная пешка · c1 чёрный слон · h1 чёрный слон | f8 чёрная ладья · h8 белый конь · a7 чёрная пешка · a6 белый король · b6 чёрная пешка · d6 белая пешка · h6 чёрная пешка · c5 белая ладья · f5 чёрная пешка · a4 чёрная пешка · c4 белая пешка · d4 белый конь · e4 чёрный король · h3 чёрная ладья · b2 белая пешка · e2 белый слон · f2 белый ферзь · h2 чёрная пешка · c1 чёрный слон · h1 чёрный слон | f8 чёрная ладья · h8 белый конь · a7 чёрная пешка · a6 белый король · b6 чёрная пешка · d6 белая пешка · h6 чёрная пешка · c5 белая ладья · f5 чёрная пешка · a4 чёрная пешка · c4 белая пешка · d4 белый конь · e4 чёрный король · h3 чёрная ладья · b2 белая пешка · e2 белый слон · f2 белый ферзь · h2 чёрная пешка · c1 чёрный слон · h1 чёрный слон | f8 чёрная ладья · h8 белый конь · a7 чёрная пешка · a6 белый король · b6 чёрная пешка · d6 белая пешка · h6 чёрная пешка · c5 белая ладья · f5 чёрная пешка · a4 чёрная пешка · c4 белая пешка · d4 белый конь · e4 чёрный король · h3 чёрная ладья · b2 белая пешка · e2 белый слон · f2 белый ферзь · h2 чёрная пешка · c1 чёрный слон · h1 чёрный слон | f8 чёрная ладья · h8 белый конь · a7 чёрная пешка · a6 белый король · b6 чёрная пешка · d6 белая пешка · h6 чёрная пешка · c5 белая ладья · f5 чёрная пешка · a4 чёрная пешка · c4 белая пешка · d4 белый конь · e4 чёрный король · h3 чёрная ладья · b2 белая пешка · e2 белый слон · f2 белый ферзь · h2 чёрная пешка · c1 чёрный слон · h1 чёрный слон | f8 чёрная ладья · h8 белый конь · a7 чёрная пешка · a6 белый король · b6 чёрная пешка · d6 белая пешка · h6 чёрная пешка · c5 белая ладья · f5 чёрная пешка · a4 чёрная пешка · c4 белая пешка · d4 белый конь · e4 чёрный король · h3 чёрная ладья · b2 белая пешка · e2 белый слон · f2 белый ферзь · h2 чёрная пешка · c1 чёрный слон · h1 чёрный слон | f8 чёрная ладья · h8 белый конь · a7 чёрная пешка · a6 белый король · b6 чёрная пешка · d6 белая пешка · h6 чёрная пешка · c5 белая ладья · f5 чёрная пешка · a4 чёрная пешка · c4 белая пешка · d4 белый конь · e4 чёрный король · h3 чёрная ладья · b2 белая пешка · e2 белый слон · f2 белый ферзь · h2 чёрная пешка · c1 чёрный слон · h1 чёрный слон | f8 чёрная ладья · h8 белый конь · a7 чёрная пешка · a6 белый король · b6 чёрная пешка · d6 белая пешка · h6 чёрная пешка · c5 белая ладья · f5 чёрная пешка · a4 чёрная пешка · c4 белая пешка · d4 белый конь · e4 чёрный король · h3 чёрная ладья · b2 белая пешка · e2 белый слон · f2 белый ферзь · h2 чёрная пешка · c1 чёрный слон · h1 чёрный слон | 3 |
| 2 | f8 чёрная ладья · h8 белый конь · a7 чёрная пешка · a6 белый король · b6 чёрная пешка · d6 белая пешка · h6 чёрная пешка · c5 белая ладья · f5 чёрная пешка · a4 чёрная пешка · c4 белая пешка · d4 белый конь · e4 чёрный король · h3 чёрная ладья · b2 белая пешка · e2 белый слон · f2 белый ферзь · h2 чёрная пешка · c1 чёрный слон · h1 чёрный слон | f8 чёрная ладья · h8 белый конь · a7 чёрная пешка · a6 белый король · b6 чёрная пешка · d6 белая пешка · h6 чёрная пешка · c5 белая ладья · f5 чёрная пешка · a4 чёрная пешка · c4 белая пешка · d4 белый конь · e4 чёрный король · h3 чёрная ладья · b2 белая пешка · e2 белый слон · f2 белый ферзь · h2 чёрная пешка · c1 чёрный слон · h1 чёрный слон | f8 чёрная ладья · h8 белый конь · a7 чёрная пешка · a6 белый король · b6 чёрная пешка · d6 белая пешка · h6 чёрная пешка · c5 белая ладья · f5 чёрная пешка · a4 чёрная пешка · c4 белая пешка · d4 белый конь · e4 чёрный король · h3 чёрная ладья · b2 белая пешка · e2 белый слон · f2 белый ферзь · h2 чёрная пешка · c1 чёрный слон · h1 чёрный слон | f8 чёрная ладья · h8 белый конь · a7 чёрная пешка · a6 белый король · b6 чёрная пешка · d6 белая пешка · h6 чёрная пешка · c5 белая ладья · f5 чёрная пешка · a4 чёрная пешка · c4 белая пешка · d4 белый конь · e4 чёрный король · h3 чёрная ладья · b2 белая пешка · e2 белый слон · f2 белый ферзь · h2 чёрная пешка · c1 чёрный слон · h1 чёрный слон | f8 чёрная ладья · h8 белый конь · a7 чёрная пешка · a6 белый король · b6 чёрная пешка · d6 белая пешка · h6 чёрная пешка · c5 белая ладья · f5 чёрная пешка · a4 чёрная пешка · c4 белая пешка · d4 белый конь · e4 чёрный король · h3 чёрная ладья · b2 белая пешка · e2 белый слон · f2 белый ферзь · h2 чёрная пешка · c1 чёрный слон · h1 чёрный слон | f8 чёрная ладья · h8 белый конь · a7 чёрная пешка · a6 белый король · b6 чёрная пешка · d6 белая пешка · h6 чёрная пешка · c5 белая ладья · f5 чёрная пешка · a4 чёрная пешка · c4 белая пешка · d4 белый конь · e4 чёрный король · h3 чёрная ладья · b2 белая пешка · e2 белый слон · f2 белый ферзь · h2 чёрная пешка · c1 чёрный слон · h1 чёрный слон | f8 чёрная ладья · h8 белый конь · a7 чёрная пешка · a6 белый король · b6 чёрная пешка · d6 белая пешка · h6 чёрная пешка · c5 белая ладья · f5 чёрная пешка · a4 чёрная пешка · c4 белая пешка · d4 белый конь · e4 чёрный король · h3 чёрная ладья · b2 белая пешка · e2 белый слон · f2 белый ферзь · h2 чёрная пешка · c1 чёрный слон · h1 чёрный слон | f8 чёрная ладья · h8 белый конь · a7 чёрная пешка · a6 белый король · b6 чёрная пешка · d6 белая пешка · h6 чёрная пешка · c5 белая ладья · f5 чёрная пешка · a4 чёрная пешка · c4 белая пешка · d4 белый конь · e4 чёрный король · h3 чёрная ладья · b2 белая пешка · e2 белый слон · f2 белый ферзь · h2 чёрная пешка · c1 чёрный слон · h1 чёрный слон | 2 |
| 1 | f8 чёрная ладья · h8 белый конь · a7 чёрная пешка · a6 белый король · b6 чёрная пешка · d6 белая пешка · h6 чёрная пешка · c5 белая ладья · f5 чёрная пешка · a4 чёрная пешка · c4 белая пешка · d4 белый конь · e4 чёрный король · h3 чёрная ладья · b2 белая пешка · e2 белый слон · f2 белый ферзь · h2 чёрная пешка · c1 чёрный слон · h1 чёрный слон | f8 чёрная ладья · h8 белый конь · a7 чёрная пешка · a6 белый король · b6 чёрная пешка · d6 белая пешка · h6 чёрная пешка · c5 белая ладья · f5 чёрная пешка · a4 чёрная пешка · c4 белая пешка · d4 белый конь · e4 чёрный король · h3 чёрная ладья · b2 белая пешка · e2 белый слон · f2 белый ферзь · h2 чёрная пешка · c1 чёрный слон · h1 чёрный слон | f8 чёрная ладья · h8 белый конь · a7 чёрная пешка · a6 белый король · b6 чёрная пешка · d6 белая пешка · h6 чёрная пешка · c5 белая ладья · f5 чёрная пешка · a4 чёрная пешка · c4 белая пешка · d4 белый конь · e4 чёрный король · h3 чёрная ладья · b2 белая пешка · e2 белый слон · f2 белый ферзь · h2 чёрная пешка · c1 чёрный слон · h1 чёрный слон | f8 чёрная ладья · h8 белый конь · a7 чёрная пешка · a6 белый король · b6 чёрная пешка · d6 белая пешка · h6 чёрная пешка · c5 белая ладья · f5 чёрная пешка · a4 чёрная пешка · c4 белая пешка · d4 белый конь · e4 чёрный король · h3 чёрная ладья · b2 белая пешка · e2 белый слон · f2 белый ферзь · h2 чёрная пешка · c1 чёрный слон · h1 чёрный слон | f8 чёрная ладья · h8 белый конь · a7 чёрная пешка · a6 белый король · b6 чёрная пешка · d6 белая пешка · h6 чёрная пешка · c5 белая ладья · f5 чёрная пешка · a4 чёрная пешка · c4 белая пешка · d4 белый конь · e4 чёрный король · h3 чёрная ладья · b2 белая пешка · e2 белый слон · f2 белый ферзь · h2 чёрная пешка · c1 чёрный слон · h1 чёрный слон | f8 чёрная ладья · h8 белый конь · a7 чёрная пешка · a6 белый король · b6 чёрная пешка · d6 белая пешка · h6 чёрная пешка · c5 белая ладья · f5 чёрная пешка · a4 чёрная пешка · c4 белая пешка · d4 белый конь · e4 чёрный король · h3 чёрная ладья · b2 белая пешка · e2 белый слон · f2 белый ферзь · h2 чёрная пешка · c1 чёрный слон · h1 чёрный слон | f8 чёрная ладья · h8 белый конь · a7 чёрная пешка · a6 белый король · b6 чёрная пешка · d6 белая пешка · h6 чёрная пешка · c5 белая ладья · f5 чёрная пешка · a4 чёрная пешка · c4 белая пешка · d4 белый конь · e4 чёрный король · h3 чёрная ладья · b2 белая пешка · e2 белый слон · f2 белый ферзь · h2 чёрная пешка · c1 чёрный слон · h1 чёрный слон | f8 чёрная ладья · h8 белый конь · a7 чёрная пешка · a6 белый король · b6 чёрная пешка · d6 белая пешка · h6 чёрная пешка · c5 белая ладья · f5 чёрная пешка · a4 чёрная пешка · c4 белая пешка · d4 белый конь · e4 чёрный король · h3 чёрная ладья · b2 белая пешка · e2 белый слон · f2 белый ферзь · h2 чёрная пешка · c1 чёрный слон · h1 чёрный слон | 1 |
|   | a | b | c | d | e | f | g | h |   |

1.Лd5! с угрозой 2.Кe6 (3.Фd4#) 2...Лe3 3.Фf4# или 2...Се3 3. Сd3# — перекрытие Гримшоу.

Избегая перекрытия, чёрные ладьи и слон совершают антикрические ходы, принимающие, однако, характер критических ходов для новых комбинаций перекрытия Гримшоу (Гримшоу тема):

1...Лa3! 2.К:f5 Лe3 3.Фh4# или 2...Сe3 3.Кg3# и

1...Сg5! 2.Кb3 Лe3 3.Кd2# или 2...Се3 3.Сd3#

В следующих вариантах перекрытие Гримшоу осуществляется уже на первом ходу:

1...Лe3 2.Фh4+ f4 3.Фe7# и 1...Сe3 2.Сd3+ Кр:d3 3.Фc2#